# Cetatea Veche, Călărași
Cetatea Veche (în trecut, Tatina) este un sat în comuna Spanțov din județul Călărași, Muntenia, România. Cetatea veche ar putea fi Constantiana Daphne, menționată ultima dată de cronicarul Kedrenos, legat de prezența împăratului Tzimiskes la Dunăre in 971.